# Алексіївка (Зейський район)
Алексіївка (рос. Алексеевка) — село у Зейському районі Амурської області Російської Федерації. Розташоване на території українського історичного та етнічного краю Зелений Клин.
Входить до складу муніципального утворення Ніколаєвська сільрада. Населення становить ▬ 1 особу (2018).
Населений пункт, як і загалом увесь Зейський район, прирівняний до регіонів Крайньої півночі Росії.

## Історія
З 1926 року було підпорядковане Зейському округу Далекосхідного краю. З 20 жовтня 1932 року входить до складу новоутвореної Амурської області.
З 1 січня 2006 року входить до складу муніципального утворення Ніколаєвська сільрада.

## Населення
| 2002 | 2010 | 2012 | 2013 | 2014 | 2015 | 2016 |
| ---- | ---- | ---- | ---- | ---- | ---- | ---- |
| 6    | ↘2   | →2   | →2   | →2   | ↘1   | →1   |
| 2017 | 2018 |      |      |      |      |      |
| →1   | →1   |      |      |      |      |      |